# Ichiban Ushiro no Daimaou
Ichiban Ushiro no Daimaou (いちばんうしろの大魔王, いちばんうしろのだいまおう) là loạt light novel do Mizuki Shotaro thực hiện và minh họa bởi Itō Souichi. Loạt tiểu thuyết được xuất bản bởi Hobby Japan dưới nhãn HJ Bunko thẳng thành các tập từ ngày 01 tháng 2 năm 2008. Cốt truyện xoay quanh Sai Akuto người có mục đích sẽ trở thành một trong pháp sư hùng mạnh nhất và đóng góp giúp đỡ cho nơi mà anh sống, nhưng sau khi đậu vào trường pháp thuật thì số phận của Sai được tiên đoán là sẽ trở thành "chúa quỷ" vì thế cuộc sống của anh trở nên rối tung lên khi bị các nữ sinh cũng như các tổ chức chính trị muốn sử dụng quyền lực tương lai này nhắm đến.
Mizuki Shotaro và Itō Souichi cũng thực hiện chuyển thể manga của loạt tiểu thuyết và đăng trên tạp chí Champion Red của Akita Shoten từ ngày ngày 19 tháng 9 năm 2008. Artland đã thực hiện chuyển thể anime và phát sóng từ ngày 02 tháng 4 đến ngày 18 tháng 6 năm 2010.

## Tổng quan

### Nhân vật

#### Trường phép thuật Constant
Sai Akuto (紗伊 阿九斗, さい あくと)
Lồng tiếng bởi: Ono Daisuke (drama CD) / Kondō Takashi, Akashi Kaori (lúc nhỏ)
Miwa Hiroshi (三輪 寛, みわ ひろし)
Lồng tiếng bởi: Kasuya Yūta (drama CD) / Yonaga Tsubasa
Soga Keena (曽我 けーな, そが けーな)
Lồng tiếng bởi: Nakahara Mai (drama CD) / Toyosaki Aki
Hattori Junko (服部 絢子, はっとり じゅんこ)
Lồng tiếng bởi: Shiraishi Ryōko (drama CD) / Hikasa Yōko
Korone (ころね)
Lồng tiếng bởi: Chihara Minori (drama CD) / Yūki Aoi
Etou Fujiko (江藤 不二子, えとう ふじこ)
Lồng tiếng bởi: Makishima Yuki (drama CD v1), Takagaki Ayahi (drama CD v2) / Itō Shizuka
Lily Shiraishi (リリィ 白石, リリィ しらいし)
Lồng tiếng bởi: Kanda Akemi (drama CD) / Hirohashi Ryō
Ootake Michie (大竹 美智恵, おおたけ みちえ)
Lồng tiếng bởi: Taketatsu Ayana
Kamiyama Kanna (神山 カンナ, かみやま カンナ)
Lồng tiếng bởi: Mizuhara Kaoru
Arnoul (アルヌール)
Lồng tiếng bởi: Kotobuki Minako
Torii Mitsuko (鳥井 美津子, とりい みつこ)
Lồng tiếng bởi: Takahashi Chiaki

#### Đế chế
Teruya Eiko (照屋 栄子, てるや えいこ)
Lồng tiếng bởi: Satō Satomi (drama CD) / Tomatsu Haruka
Yamato Bouichirou (大和 望一郎, やまと ぼういちろう)
Lồng tiếng bởi: Shingaki Tarusuke
Kazuko (加寿子, かずこ)

#### CIMO8
The One (ザ・ワン)
2V (ツーブイ)
Lồng tiếng bởi: Higuchi Tomoyuki
Mister X (ミスターX)
Lồng tiếng bởi: Satō Haruo
USD / Kurawashi Kento (倉橋賢人, くらはし けんと)
Esper (エスパー) / Sakura Kei (佐倉啓, さくら けい)
Morlock (モーロック)
Rubbers (ラバーズ)

#### Khác
Peterhausen (ピーターハウゼン)
Lồng tiếng bởi: Nakai Kazuya (drama CD) / Nakata Hitoshi
Hattori Yuuko (服部 ゆう子, はっとり ゆうこ)
Lồng tiếng bởi: Iguchi Yuka
Miwa Yukiko (三輪 ユキコ, みわ ユキコ)
Lồng tiếng bởi: Yahagi Sayuri
Kita Yoshie (木多 淑恵, きた よしえ)
Keisu (けいす)
Zero (ゼロ)
Computer Kami (コンピュータ神)
Nonimora (ノニモラ)
Marine (マリン)

## Truyền thông

### Light novel
Loạt light novel do Mizuki Shotaro thực hiện và minh họa bởi Itō Souichi. Hobby Japan đã xuất bản tiểu thuyết thẳng thành các tập từ ngày 01 tháng 2 năm 2008 dưới nhãn HJ Bunko, tính đến tháng 2 năm 2013 thì đã có 11 tập được phát hành. J-Novel đã đăng ký bản quyền phát hành loạt tiểu thuyết này tại hàn Quốc còn Tong Li Publishing thì đăng ký tại Đài Loan và Hồng Kông.

### Manga
Mizuki Shotaro và Itō Souichi cũng thực hiện chuyển thể manga cho loạt tiểu thuyết và đăng trên tạp chí dành cho shōnen là Champion Red của Akita Shoten từ ngày ngày 19 tháng 9 năm 2008. Các chương sau đó được tập hợp lại và phát hành thành các tankōbon, tính đến tháng 2 năm 2013 thì đã có 4 tập được phát hành. Ban đầu chuyển thể này bám sát cốt truyện trong tập tiểu thuyết đầu tiên nhưng sau đó đến nửa cuối tập thứ hai thì bắt đầu mở rộng ra và có một số thay đổi nhỏ. TOHAN Corporation đã đăng ký bản quyền phát hành bộ manga tại Đài Loan.

### Drama CD
Edge Records đã thực hiện chuyển thể drama CD gồm hai đĩa phát hành vào ngày 25 tháng 2 và ngày 30 tháng 9 năm 2009.

### Anime
Artland đã thực hiện chuyển thể anime của loạt tiểu thuyết với sự đạo diễn của Watanabe Takashi và phát sóng trên kênh Tokyo MX từ ngày 02 tháng 4 đến ngày 18 tháng 6 năm 2010 với 12 tập, bộ anime này cũng phát trên các kênh Chiba TV, TV Kanagawa, AT-X, Sun TV, TV Aichi, Nico Nico Channel và ShowTime, Inc. Phiên bản DVD/BD của bộ anime cũng đã được phát hành gồm 6 đĩa từ ngày 25 tháng 6 đến ngày 25 tháng 11 năm 2010, mỗi đĩa có chứa một đoạn phim thêm ngắn. Sentai Filmworks giữ bản quyền phát hành phiên bản tiếng Anh của bộ anime này còn Muse Communication thì đăng ký tại Đài Loan.

### Âm nhạc
Bộ anime có hai bài hát chủ đề, một mở đầu và một kết thúc. Bài hát mở đầu có tên REALOVE:REALIFE được trình bày bởi Sphere, đĩa đơn chứa bài hát đã phát hành vào ngày 21 tháng 4 năm 2010 với hai phiên bản giới hạn và bình thường, phiên bản giới hạn đính kèm một đĩa chứa đoạn phim trình bày nhạc phẩm. Bài hát kết thúc có tên Everyday sunshine line! do Asō Natsuko trình bày, đĩa đơn chứa bài hát đã phát hành vào ngày 12 tháng 5 năm 2010. Album chứa các bản nhạc dùng trong bộ anime đã phát hành vào ngày 23 tháng 6 năm 2010. Album chứa các bài hát do các nhân vật trình bày đã phát hành vào ngày 26 tháng 5 năm 2010.
| REALOVE:REALIFE  | REALOVE:REALIFE                                           | REALOVE:REALIFE |
| STT              | Nhan đề                                                   | Thời lượng      |
| ---------------- | --------------------------------------------------------- | --------------- |
| 1.               | "REALOVE:REALIFE"                                         | 3:40            |
| 2.               | "Tenohira ni Yume (手のひらに夢)"                         | 3:41            |
| 3.               | "REALOVE:REALIFE (Off Vocal)"                             | 3:40            |
| 4.               | "Tenohira ni Yume (Off Vocal) (手のひらに夢 (Off Vocal))" | 3:41            |
| Tổng thời lượng: | Tổng thời lượng:                                          | 14:42           |

| Everyday sunshine line! | Everyday sunshine line!                  | Everyday sunshine line! |
| STT                     | Nhan đề                                  | Thời lượng              |
| ----------------------- | ---------------------------------------- | ----------------------- |
| 1.                      | "Everyday sunshine line!"                | 4:17                    |
| 2.                      | "Teardrop of Rain"                       | 4:24                    |
| 3.                      | "Everyday sunshine line! (Instrumental)" | 4:17                    |
| 4.                      | "Teardrop of Rain (Instrumental)"        | 4:23                    |
| Tổng thời lượng:        | Tổng thời lượng:                         | 17:21                   |

| TV Anime Ichiban Ushiro no Daimaou Original Soundtrack (TVアニメ いちばんうしろの大魔王 オリジナル サウンドトラック) | TV Anime Ichiban Ushiro no Daimaou Original Soundtrack (TVアニメ いちばんうしろの大魔王 オリジナル サウンドトラック) | TV Anime Ichiban Ushiro no Daimaou Original Soundtrack (TVアニメ いちばんうしろの大魔王 オリジナル サウンドトラック) |
| STT | Nhan đề | Thời lượng |
| --- | --- | --- |
| 1. | "Constant Majutsu Gakuin (コンスタン魔術学院)"                                                                       | 2:01 |
| 2. | "REALOVE:REALIFE (TV size)"                                                                                          | 1:34 |
| 3. | "Ichiban Ushiro no Daimaou (Jingle 1) (いちばんうしろの大魔王 (ジングル1))"                                          | 0:07 |
| 4. | "Jibun no Unmei (自分の運命)"                                                                                        | 2:22 |
| 5. | "Koto no Hajimari (事の始まり)"                                                                                      | 1:49 |
| 6. | "Iwarenaki no Daimaou (言われなき事)"                                                                                | 2:06 |
| 7. | "Kyoufu no Daimaou (恐怖の魔王)"                                                                                     | 1:32 |
| 8. | "Ayashii Omowaku (怪しい思惑)"                                                                                       | 1:40 |
| 9. | "Fuiuchi!? (不意打ち!?)"                                                                                             | 2:13 |
| 10. | "Omoigakenai Tenkai (思いがけない展開)"                                                                              | 1:48 |
| 11. | "Fuwa Fuwa・Keina (ふわふわ・けーな)"                                                                                | 2:00 |
| 12. | "Mousou ga Bousou? (妄想が暴走?)"                                                                                    | 1:48 |
| 13. | "Ichiban Ushiro no Daimaou (Jingle 2) (いちばんうしろの大魔王 (ジングル2))"                                          | 0:06 |
| 14. | "Omoikitte! (思い切って!)"                                                                                           | 2:17 |
| 15. | "Mana no Midare (マナの乱れ)"                                                                                        | 1:40 |
| 16. | "Fushigi na Yoru (不思議な夜)"                                                                                       | 2:02 |
| 17. | "Oitsumerareta Sue (追い詰められた末)"                                                                               | 1:45 |
| 18. | "Himitsu no Takurami (秘密のたくらみ)"                                                                               | 1:40 |
| 19. | "Omoigakenu Tenkai (思いがけぬ展開)"                                                                                 | 2:13 |
| 20. | "Ichiban Ushiro no Daimaou (Jingle 3) (いちばんうしろの大魔王 (ジングル3))"                                          | 0:08 |
| 21. | "Futsuu no Gakuen Seikatsu (普通の学園生活)"                                                                         | 2:04 |
| 22. | "Awatete Dotabata (あわててドタバタ)"                                                                                | 1:35 |
| 23. | "Joudan desu (冗談です)"                                                                                             | 1:43 |
| 24. | "Hanikami Time (はにかみタイム)"                                                                                     | 1:52 |
| 25. | "Keikaku Mosakuchuu (計画模索中)"                                                                                    | 1:58 |
| 26. | "Setsunai Kimochi no Oku ni (切ない気持ちの奥に)"                                                                    | 2:04 |
| 27. | "Kokoro no Oku dewa (心の奥では)"                                                                                    | 2:09 |
| 28. | "Sunao ni Narenai Jibun (素直になれない自分)"                                                                        | 2:07 |
| 29. | "Ichiban Ushiro no Daimaou (Jingle 4) (いちばんうしろの大魔王 (ジングル4))"                                          | 0:06 |
| 30. | "Tsuyoi Shuuchuu (強い集中力)"                                                                                       | 1:48 |
| 31. | "Chottoshita Soudan (ちょっとした相談)"                                                                              | 1:57 |
| 32. | "Shuuchuusaseta Mana (集中させたマナ)"                                                                               | 1:52 |
| 33. | "Ano Toki no Kaisou (あのときの回想)"                                                                                | 1:43 |
| 34. | "Yobiokosareta Kako (呼び起こされた過去)"                                                                            | 1:46 |
| 35. | "Hattori-ke (服部家)"                                                                                                | 1:43 |
| 36. | "Tachimukae! (立ち向かえ!)"                                                                                          | 2:29 |
| 37. | "Hanekaesu Chikara (跳ね返す力)"                                                                                     | 1:48 |
| 38. | "Totsuzen no Kettou (突然の決闘)"                                                                                    | 2:21 |
| 39. | "Yasashii Kidzukai (優しい気遣い)"                                                                                   | 1:59 |
| 40. | "Ikaneba Naranai Basho (行かねばならない場所)"                                                                       | 1:48 |
| 41. | "Gokai wo Toku made wa (誤解を解くまでは)"                                                                           | 1:46 |
| 42. | "Yuujou no Chigiri (友情の契り)"                                                                                     | 1:40 |
| 43. | "Everyday sunshine line! (TV size)"                                                                                  | 1:30 |
| Tổng thời lượng: | Tổng thời lượng: | 1:14:39 |

| Ichiban Ushiro no Daimaou Drama & Character Song Album ~Ichiban Ushiro ni Aru Kimochi~ (いちばんうしろの大魔王 ドラマ&キャラクターソングアルバム ～いちばんうしろにあるキモチ～) | Ichiban Ushiro no Daimaou Drama & Character Song Album ~Ichiban Ushiro ni Aru Kimochi~ (いちばんうしろの大魔王 ドラマ&キャラクターソングアルバム ～いちばんうしろにあるキモチ～) | Ichiban Ushiro no Daimaou Drama & Character Song Album ~Ichiban Ushiro ni Aru Kimochi~ (いちばんうしろの大魔王 ドラマ&キャラクターソングアルバム ～いちばんうしろにあるキモチ～) |
| STT | Nhan đề | Thời lượng |
| --- | --- | --- |
| 1. | "Asa desu (Prologue) (朝です (プロローグ))" | 0:20 |
| 2. | "Yasumi Jikan nite (休み時間にて)" | 4:40 |
| 3. | "Mitsuko-sensei no Hokenshitsu (美津子先生の保健室)" | 0:59 |
| 4. | "Genwaku Dilemma (幻惑ジレンマ)" | 3:56 |
| 5. | "Jugyouchuu Dakedo (授業中だけど)" | 1:42 |
| 6. | "Ayashige na Majutsugusuri (怪しげな魔術薬)" | 3:07 |
| 7. | "Himitsu no Kobeya (秘密の小部屋)" | 4:17 |
| 8. | "Sekirara・Lullaby (セキララ・ララバイ)" | 4:26 |
| 9. | "Ryouchou・Fujiko (寮長・不二子)" | 1:14 |
| 10. | "Takitate no Gohan (炊きたてのご飯)" | 5:11 |
| 11. | "Shiawase no Nagareboshi (幸せの流れ星)" | 1:23 |
| 12. | "Shiroi Serenade (白いセレナーデ)" | 3:56 |
| 13. | "Gokai no Sue ni (誤解の末に)" | 1:47 |
| 14. | "Shikibetsumei・Korone (識別名・ころね)" | 1:00 |
| 15. | "CONNECTION" | 4:34 |
| 16. | "Itterasshai (Epilogue) (行ってらっしゃい (エピローグ))" | 1:39 |
| 17. | "Toyosaki Aki no no Kataru "Keina" (Bonus tracks) (豊崎愛生の語る「けーな」 (Bonus tracks))"                                                                                     | 2:59 |
| 18. | "Hikasa Yoko no Kataru "Junko" (Bonus tracks) (日笠陽子の語る「絢子」 (Bonus tracks))"                                                                                           | 1:59 |
| 19. | "Yuki Aoi no no Kataru "Korone" (Bonus tracks) (悠木碧の語る「ころね」 (Bonus tracks))"                                                                                          | 4:25 |
| 20. | "Ito Shizuka no Kataru "Fujiko" (Bonus tracks) (伊藤静の語る「不二子」 (Bonus tracks))"                                                                                          | 3:27 |
| Tổng thời lượng: | Tổng thời lượng: | 57:01 |